# Rudolf von Uechtritz

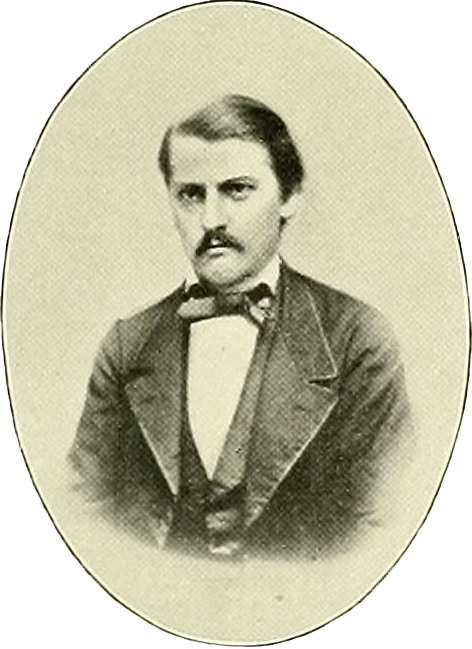
Rudolf von Uechtritz

Rudolf Karl Friedrich von Uechtritz  (* 31. Dezember 1838 in Breslau; † 21. November 1886 in Breslau) war ein deutscher Entomologe und Botaniker. Sein offizielles botanisches Autorenkürzel lautet „R.Uechtr.“  

## Leben und Wirken
Der Vater, Max F. S. von Uechtritz, war ein ehemaliger Rittmeister, der botanische und entomologische Studien betrieb, größere Sammlungen besaß und auch wissenschaftliche Berichte verfasste. Sohn Rudolf wurde daher schon früh von den Naturwissenschaften beeinflusst. Von 1849 bis 1857 besuchte er in Breslau das Maria-Magdalenen-Gymnasium.
Schon als Schüler unternahm er 1855 eine Exkursion nach Mähren und 1856 in die Hohe Tatra. Nach dem Abitur studierte er von 1858 bis 1863 an der Universität Breslau bei Heinrich Göppert, Ferdinand Cohn, Carl Löwig und Richard Roepell. Anfänglich mehr der Entomologie zugetan, konzentrierte Uechtritz nun sein Studium ganz auf die Botanik. 1858 waren Tirol, Venetien und anliegende Regionen das Ziel seiner botanischen Exkursionen.
Es folgten Thüringen und Franken (1860), die Gegend um Halle (Saale) und Leipzig (1861) sowie der östliche Teil der Provinz Brandenburg (1862). Erst 23 Jahre alt, erkrankte er an einem Rheumaleiden, das seinen Studienabschluss beeinflusste und zeitweise jegliche Art von Reisen unterbunden hat. Umso mehr intensivierte er die Kontakte zu anderen Forschern seiner Disziplin.
Er korrespondierte mit fast allen zu seiner Zeit in Europa lebenden Botanikern und Naturwissenschaftlern. Aus einer von ihm selbst stammenden Liste ist nachfolgend nur ein Auszug wiedergegeben: Paul Friedrich August Ascherson, John Gilbert Baker, Pierre Edmond Boissier, Vincze von Borbás, Alexander Braun, François Crépin, Elias Magnus Fries, Christian August Friedrich Garcke, August Grisebach, Lajos Haynald, Julius Milde, Anton Kerner von Marilaun, Karl Johann Maximowicz, August Neilreich, Josif Pančić, Jan Evangelista Purkyně, Heinrich Gottlieb Ludwig Reichenbach, Georg Schweinfurth, Ignaz Urban, Veit Brecher Wittrock. Von seinen botanischen Korrespondenzpartnern wurde er wohlwollend als „der Mann mit den langen Briefen“ genannt.
Durch seine eigenen Exkursionen und die dabei gesammelten Kenntnisse sowie durch den intensiven und umfangreichen schriftlichen Austausch mit seinen europäischen Forscherfreunden zählte er zu den besten Kennern der europäischen Flora. Arten und Hybriden in verschiedenen Gattungen tragen seinen Namen. Seit 1857 veröffentlichte er wissenschaftliche Beiträge in der Österreichischen Botanischen Zeitschrift. Umfangreichere Publikationen blieben ihm aufgrund seiner sich zunehmend verschlechternden Gesundheit versagt. In einem Brief schrieb er: „Wenn ich eine mich interessierende Pflanze, die ich nicht kannte, zu sehen bekam, so fühlte ich mich gesund, obgleich ich krank, und zwar sehr krank war.“ Freude am Untersuchen und Forschen zeichneten Uechtritz ebenso aus wie Mitteilsamkeit und selbstlose Unterstützung anderer, deren Forschung ihm wie die eigene war. Er gab sogar seine Ergebnisse jahrelanger Forschung weiter, so an Emil Fiek für dessen 1881 in Breslau erschienenes Werk Flora von Schlesien, preussischen und österreichischen Antheils und an den österreichisch-ungarischen Botanikprofessor August Kanitz für dessen Veröffentlichung (1881) Plantae Romaniae. Sein schriftlicher Nachlass wurde von dem Botaniker Adolf Engler zur weiteren wissenschaftlichen Auswertung erworben.

## Ehrentaxon
Ihm zu Ehren wurde die Gattung Uechtritzia Freyn der Pflanzenfamilie der Korbblütler (Asteraceae) benannt.